# Сървайвър: Маркизки острови
"Сървайвър: Маркизки острови" (на английски: Survivor: Marquesas) е четвъртата част на популярното американско реалити шоу „Сървайвър“. Водено от Джеф Пробст, то излиза в ефир от 28 февруари 2002 година - 19 май 2002 година по телевизия CBS. Тринадесет епизода излизат в ефир, плюс резюме по средата на сезона и интервю на живо с Роузи О'Донъл след финала. Победителят, Весепиа Тауъри, се разкрива на 19 май 2002 година, където побеждава Нелиа Денис чрез гласуване 4-3.
Участниците биват разделени в две племена: Марааму и Роту (на маркизки 'Южен Вятър' и 'Дъжд' съответно). По-късно те се сливат в племето Солианту (дума, създадена от Кати и Роб, според които означава „Свещена Вярност към Слънцето.“)
Първоначално Маркизките острови биват избрани само като поддържащо място за „Сървайвър“. Оригиналното място, Йордания, бива оставено настрана в резултат на терористичните атаки на 11 септември и политическата ситуация в Близкия изток.
Това е първият сезон, в който на участниците не им се дават никакви първоначални припаси, включително храна, вода и кибрит. Също така, правилата на Индивидуалния Идол на Неприкосновеност биват променени, така че участник, който е спечелил Идола в съревнование може да да го даде на друг участник. Накрая, предишни гласове срещу участник не се вземат под внимание в последващи Племенни Съвети. Тъй като това е предишният начин за определяне на елимирането на участник в случай на равенство, нов тайбрек-формат бива развит. Спорният тайбрек с „Пурпурен Камък“ се използва само в този сезон, и има за резултат изгонването на Паскал Инглиш, тогава без гласове срещу него. Отбелязва се малко увеличение на средния брой зрители за сезона в сравнение с предишния сезон, Сървайвър: Африка.
Кати Ваврик-О'Брайън и Роб Мариано биват избрани от този сезон да участват за "Сървайвър: All-Stars", където се класират 8-и и 2-ри.